# Gleasonscore

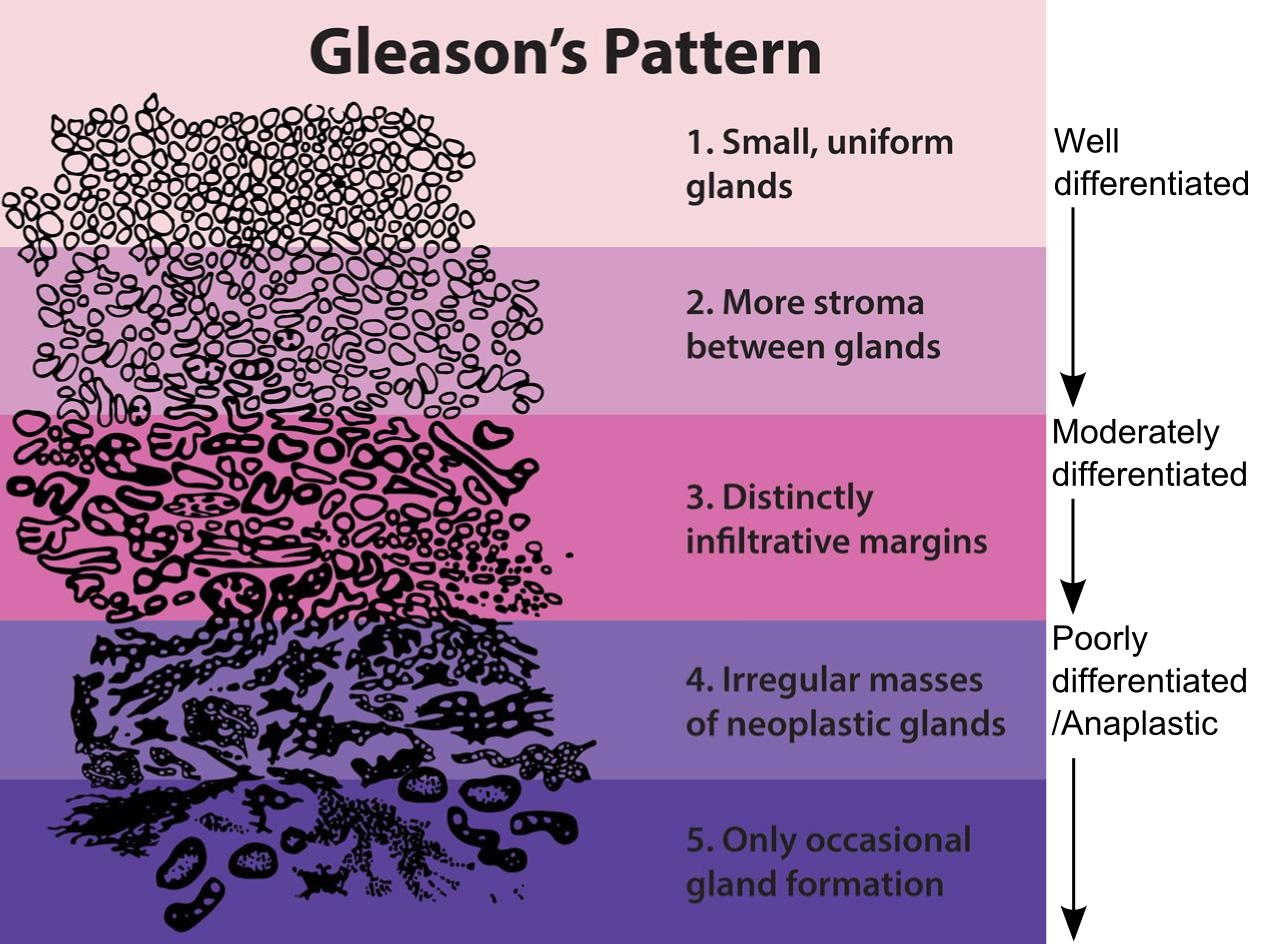
Scores zijn gekoppeld aan het voorkomen van het prostaatklierweefsel

De Gleasonscore of ook wel Gleason grading system wordt gebruikt in de prognose en de behandeling van mannen met prostaatkanker. Een Gleasonscore wordt bepaald door een microscopisch onderzoek van stalen verkregen door een biopsie of na een prostaatresectie. Een mogelijke score van 2 tot 10 wordt gegeven op basis van het microscopische voorkomen van het prostaatklierweefsel. Een hogere score betekent een agressievere kanker met een slechtere prognose. 
Het Gleason grading system is vernoemd naar Donald Gleason, een patholoog in het Minneapolis Veteran Affairs Hospital, die samen met collega's in de jaren 60 het score systeem ontwikkelde.
In 2005 werden de criteria aangepast door de International Society of Urological Pathology. Deze nieuwe vorm zou nog accurater zijn en blijft zo de belangrijkste indicator voor de langetermijnvoorspelling van het ziekteverloop.